# Delage Type D.6.11

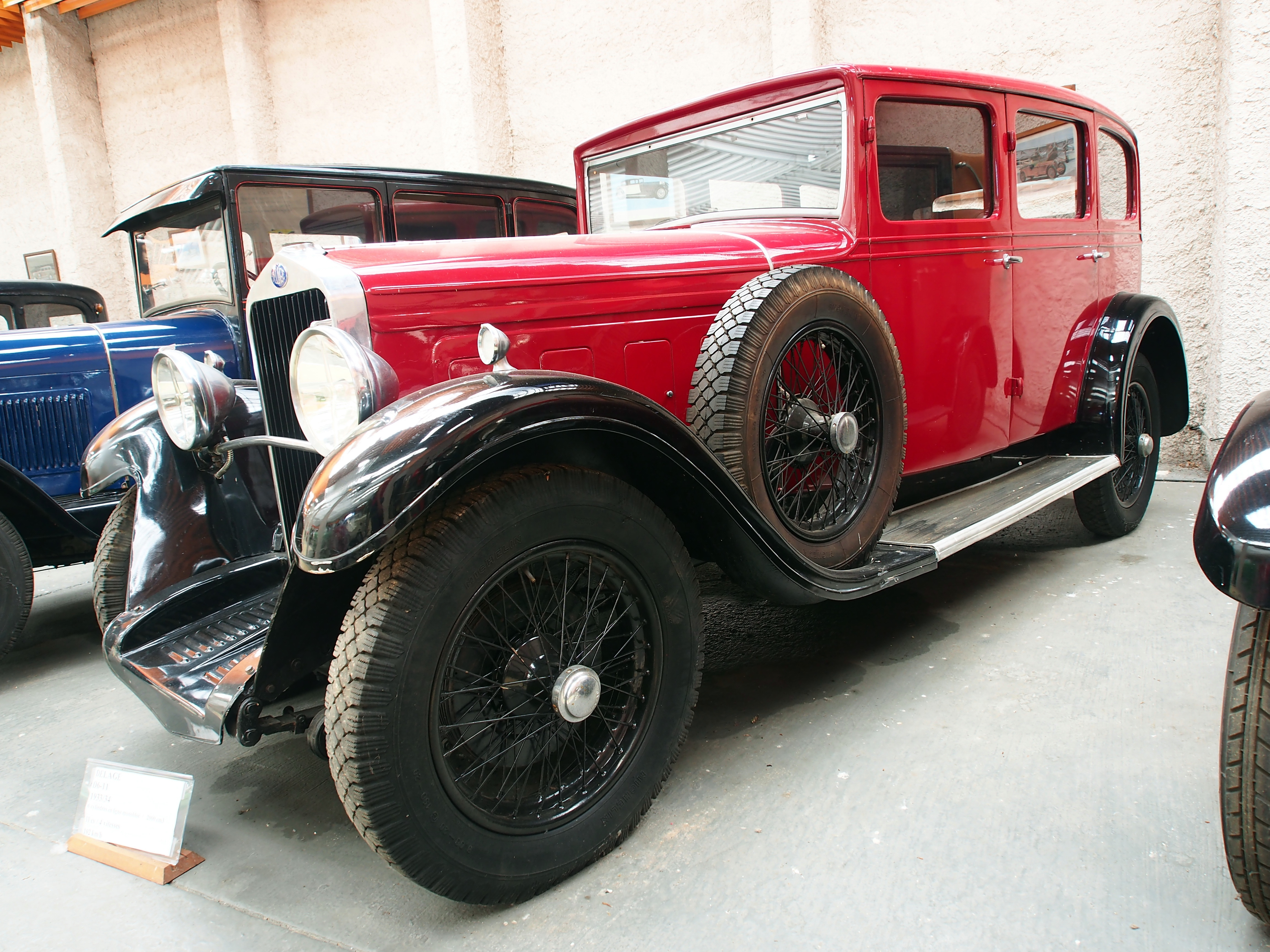
Limousine mit sechs Seitenfenstern

Der Delage Type D.6.11 war ein Pkw-Modell der französischen Marke Delage. Es gibt auch die Schreibweisen Delage Type D6.11 und Delage Type D6 11. Die 11 stand für die Steuereinstufung mit 11 Cheval fiscal. Für ähnlich benannte Modelle siehe Delage Type D.6.

## Beschreibung
Am 8. September 1932 erhielt das Fahrzeug mit der Nummer 32.818 seine Zulassung durch die nationale Behörde. Delage bot das Modell von 1933 bis 1935 an. Es gab keinen direkten Vorgänger. Nachfolger wurde der Delage Type DI-12.
Ein Sechszylindermotor vom Typ M 13 trieb die Fahrzeuge an. Er hatte 75 mm Bohrung und 75,5 mm Hub. Das ergab 2001 cm³ Hubraum. Der Motor leistete 60 PS. Es gab neben der normalen Version die Varianten L und S. Letztgenannter hatte einen Motor vom Typ M 14. Weitere Unterschiede sind nicht bekannt.
Das Fahrgestell hatte vorne 1480 mm und hinten 1440 mm Spurweite. Der Radstand betrug 3060 mm. Die Fahrzeuge waren 1720 mm breit. Das Leergewicht lag je nach Aufbau zwischen 1360 kg und 1480 kg. Es war das erste Delage-Modell mit vorderer Einzelradaufhängung.
Aufbauten als zwei- und viertürige Limousine, Coupé, Cabriolet, Roadster, Pullman-Limousine und Brougham sind bekannt.

## Stückzahlen und überlebende Fahrzeuge
Peter Jacobs vom Delage Register of Great Britain erstellte im Oktober 2006 eine Übersicht über Produktionszahlen und die Anzahl von Fahrzeugen, die noch existieren. Seine Angaben zu den Bauzeiten weichen in einigen Fällen von den Angaben der Buchautoren ab. Für dieses Modell bestätigt er die Bauzeit von 1933 bis 1935. Von etwa 1728 hergestellten Fahrzeugen existieren noch 60 und von etwa 473 Type D.6.11 S noch 18.

## Auktionen
Artcurial bot am 6. Februar 2015 einen Coach in sehr schlechtem Zustand aus der Sammlung Baillon an, erwartete 10.000 bis 15.000 Euro und versteigerte das Fahrzeug für 83.520 Euro.
Ebenfalls Artcurial versteigerte am 9. Oktober 2016 ein gut erhaltenen Fahrzeug. Ursprünglich war es eine Limousine, die später zu einem Pick-up umgebaut wurde. In den 1990er Jahren wurde das Fahrzeug als Roadster neu aufgebaut. Der Verkauf ergab 23.104 Euro.
Aguttes bot am 24. September 2017 ein Cabriolet von 1933 mit einer Karosserie von Letourneur et Marchand an, erwartete 100.000 bis 150.000 Euro, konnte das Fahrzeug aber nicht versteigern.